# Companhia Brasileira de Liquidação e Custódia
A Companhia Brasileira de Liquidação e Custódia - CBLC foi criada em 1997, a partir de uma cisão do patrimônio da então Bolsa de Valores de São Paulo, como resposta às necessidades do mercado brasileiro de estabelecer uma estrutura moderna de clearing.
Já tendo sido uma empresa com fins lucrativos, é hoje um departamento da B3, responsável pela custódia das ações e outros títulos privados no mercado financeiro brasileiro.

## História

### Calispa (1961-1997)
No ano de 1961, quase em frente ao Real Colégio de Piratininga, no Centro de São Paulo, nascia a Caixa de Liquidação de São Paulo, a Calispa. Posteriormente, a Calispa também ocupou o Palácio do Café, no Pátio do Colégio, sede da Bolsa de 1934 a 1972.
Sociedade anônima, respondia pela liquidação dos negócios com ações, que, naquela época, eram impressas em papel especial e ficavam sob a guarda das corretoras. Era o tempo das cautelas de ações, que representavam o título propriamente dito e continham cupons destacáveis para o pagamento de dividendos. Quando as cautelas eram negociadas, as corretoras as enviavam para a Calispa, cujos funcionários registravam cada negócio, recortavam os cupons que ainda pertenciam ao vendedor e passavam o papel para a corretora compradora. Ao final da liquidação, a Calispa acertava as contas com as corretoras pelo saldo líquido.
No início dos anos 70, os negócios com ações iam de vento em popa. Medido em dólares da época, o Índice Bovespa quadruplicou entre o final de 1970 e os primeiros meses de 1971. O que era bom para os investidores (ao menos, durante o período de alta) foi péssimo para a Calispa, pois havia tantos negócios que se tornou impossível realizar a liquidação nos horários previstos. Aguinaldo Pires Couto, superintendente de operações da bolsa na época, cunhou a seguinte frase: "com o perdão do trocadilho, a Calispa entrou em colapso".
Tesouras à mão para cortar os cupons, os funcionários da Calispa não davam conta do recado. Se liquidar as ações ao portador era trabalhoso, pior ainda era a liquidação de negócios com ações nominativas, que exigiam mais burocracia. O então presidente da Bolsa, João Osório de Oliveira Germano, convocou Pires Couto para botar ordem na casa, nomeando-o diretor-superintendente da Calispa. Mas a liquidação só se tornou realmente eficiente em 1972, recebendo mais investimentos na hora em que a Bolsa passou para a Rua Álvares Penteado e modernizou suas instalações.
Em 1997, 25 anos depois, a Calispa foi extinta, surgindo em seu lugar a CLC (Câmara de liquidação e Custódia), criada inicialmente pela BVRJ (Bolsa de valores do Rio de Janeiro) por Jorge Quadros Ferreira, que em seguida se fundiu com a BOVESPA (Bolsa de valores de São Paulo) mudando o nome para CBLC (Câmara Brasileira de liquidação e Custódia). Hoje, todas as ações passaram a ser negociadas sob a forma escritural e as cautelas se transformaram em peças de museu.

### CBLC (de 1997 a 2008)
A moderna CBLC possui volume médio diário liquidado de R$ 3,59 bilhões, uma média diária de 265.971 operações realizadas, uma média diária de 10.902.508.781 títulos processados, volume em custódia de cerca de R$ 682 bilhões de reais e mais de 2,2 trilhões de ativos em custódia.

## Principais atividades

### Compensação e liquidação
A CBLC oferece serviços de alocação e liquidação para todas as operações realizadas nos ambientes de negociação da Nova Bolsa. Estes serviços são aderentes às melhores práticas internacionais e possuem grande flexibilidade para servir às mais diversas necessidades dos participantes do mercado de capitais brasileiro.
As operações realizadas na Nova Bolsa são capturadas pelos sistemas da CBLC de forma automática e em tempo real, assegurando o mais elevado nível de rapidez e segurança (STP - Straight Through Processing).Todas as operações capturadas pela CBLC já possuem as informações básicas relativas ao negócio e não necessitam de confirmações adicionais por parte das corretoras intervenientes na operação. Em outras palavras, as operações já chegam à CBLC com o status de comparadas e casadas (ou compared and matched) e estão prontas (locked-in) para a liquidação.
Como etapa preparatória para a liquidação, os intermediários que realizaram operações nos sistemas de negociação têm que proceder à identificação dos investidores finais conforme determina a legislação brasileira. Para este fim, a CBLC oferece o Serviço de Alocação de Operações.
A CBLC possui duas modalidades de serviços voltadas para a liquidação das operações: o Serviço de Liquidação Garantida Líquida e o Serviço de Liquidação Bruta Facilitada. Em ambas as modalidades, a CBLC adota os mais estritos princípios de entrega contra pagamento (ou delivery versus payment – DVP).

### Banco de Títulos
O Banco de Títulos CBLC - BTC é um serviço por meio do qual investidores disponibilizam títulos para empréstimos e os interessados os tomam mediante aporte de garantias. A CBLC atua como contraparte no processo e garante as operações. 
O acesso ao serviço se dá por meio de um sistema eletrônico, e o tomador paga uma taxa ao doador, acrescida do emolumento da CBLC. A taxa é livremente pactuada entre as partes. Todos os proventos declarados pelo emissor do título pertencem ao proprietário original.
Detentores de carteiras de investimento em geral podem atuar doando papéis, inclusive fundos de pensão e fundos de investimento. Investidores, pessoas físicas e jurídicas, inclusive instituições financeiras, podem tomar papéis emprestados, existindo apenas restrições legais para alguns segmentos de investidores institucionais.